# Pirates of the Caribbean: Död mans kista
Pirates of the Caribbean: Död mans kista är en amerikansk långfilm från 2006. Filmen är den andra delen i serien om kapten Jack Sparrow och hans anhang. Filmen är regisserad av Gore Verbinski, skriven av Ted Elliott och Terry Rossio, samt producerad av Jerry Bruckheimer.

## Handling
Filmen handlar om sjörövaren Jack Sparrow, Will Turner och Elizabeth Swann. Sparrow står i skuld till Davy Jones, sjömännens namn för Döden. Om han inte kan klara sig ur det kommer han att dömas till evig tjänstgöring på Davy Jones skepp Den flygande holländaren.
Bröllopet mellan Will Turner och Elizabeth Swann blir avbrutet av Lord Cutler Beckett och the East India Trading Company som vill arrestera dem båda samt före detta Kommendör James Norrington för att ha hjälpt Kapten Jack Sparrow att ha undkommit hängning.
Elizabeth blir fängslad medan Becket förhandlar med Will om att finna Jack och hans kompass som äger förmågan att peka på det man mest önskar i hela världen. Samtidigt så avslöjar Jack för sin besättning ombord på Svarta Pärlan att de ska finna en mystisk nyckel som leder till en okänd kista. Han blir senare besökt av Bootstrap Bill Turner (Stellan Skarsgård), Wills far, som avslöjar att han gått med i Flygande Holländarens besättning, med kapten Davy Jones bakom rodret.
Och Jack måste nu betala tillbaka sin skuld som han är skyldig; han har tidigare bett Jones att lyfta Svarta Pärlan från havets djup och göra honom till kapten i tretton år. Bootstrap säger sedan till Jack att Kraken kommer att komma efter honom. I ren panik, seglar Jack den Svarta Pärlan till närmaste land.
Will letar efter Jack, och hittar till slut Svarta Pärlan på Pelagosto där en stam med kannibaler dyrkar Jack, i tron att han är en gud i människokropp, och ska äta upp honom för att befria anden inom sig. Både Jack, Will och resterande av besättningen tar sig från ön, följd av piraterna Pintel och Ragetti tidigare medlemmar av Svarta Pärlans besättning. 
Elizabeth flyr från fängelset med hjälp av sin far (guvernören) Weatherby Swann, men han upptäcks och tillfångatas medan Elizabeth flyr för att göra ett avtal med Lord Becket och erbjuder Letters of Marque (benådningsbrev) i utbyte mot Jacks kompass. Jack och hans besättning besöker i sin tur voodoo-prästinnan Tia Dalma, som berättar att nyckel öppnar Död mans kista där Davy Jones har lagt sitt urskurna hjärta i och gömt, och nyckeln finns hos Jones. Tia ger också Jack en urna med jord som ska skydda honom från Jones, då Jones inte kan gå i land förrän vart tionde år.
Genom att hitta ett skadat skepp, skickar Jack Will ombord för att avsluta hans skuld till Jones. Will blir då tillfångatagen av en fiskliknande besättning från den Flygande Holländaren och Davy Jones återförenas med Jack, och tvingar honom att samla ihop etthundra själar på tre dagar för att avtalet ska glömmas.
Will blir meddragen på "Holländaren" där han möter sin far, Bootstrap Bill. Efter att han lurar Jones och får honom att visa var nyckeln till kistan finns, stjäl Will den medan Jones sover och lovar att befria Bootstrap. Jack och hans män stannar till vid Tortuga, där Elizabeth och den stupfulla Norrington gör dem sällskap.

## Om filmen
Filmen hade världspremiär den 7 juli 2006 och svensk premiär den 12 juli samma år. Filmen är en uppföljare till Pirates of the Caribbean: Svarta Pärlans förbannelse (2003), och fick i sin tur två uppföljare i Vid världens ände (2007), och I främmande farvatten (2011).

## Rollista
- Johnny Depp – Kapten Jack Sparrow
- Orlando Bloom – William "Will" Turner
- Keira Knightley – Elizabeth Swann
- Stellan Skarsgård – William "Bootstrap Bill" Turner
- Bill Nighy – Davy Jones
- Jack Davenport – James Norrington
- Tom Hollander – Lord Cutler Beckett
- Kevin R. McNally – Joshamee Gibbs
- Jonathan Pryce – Guvernör Weatherby Swann
- Mackenzie Crook – Ragetti
- Lee Arenberg – Pintel
- Naomie Harris – Tia Dalma
- David Bailie – Mr. Cotton
- Martin Klebba – Marty
- Andy Beckwith – Clacker
- Dermot Keaney – Maccus
- David Schofield – Ian Mercer
- Alex Norton – Captain Bellamy
- Geoffrey Rush – Kapten Hector Barbossa (cameo)
- Christopher S. Capp – Cottons papegoja (röst)